# 成都少城
成都少城即成都满城，是清代成都城内的八旗驻防城。

## 建立
成都满城由年羹尧在唐宋少城的遗址上兴建于1721年（清康熙六十一年），以驻防留在成都的八旗兵及其家属。

## 概况
成都满城是一座城中之城，位于成都城内的西部，满城东、南、北三面城墙为新建，西面城墙则与大城共用，周长约2.7千米，城墙高约4.3米。满城内道路仿照北京胡同形制，以正中长顺街为仅有的南北主干道，而宽巷子、窄巷子和井巷子等多条东西向的小街道贯穿，整体路网形似一条蜈蚣。
驻防城大致呈长方形，开辟有4座城门。成都将军的将军衙门，坐落于长顺街南口。
| 方位 | 清代名称 | 清代俗称 |
| ---- | -------- | -------- |
| 东南 | 受福门   | 大东门   |
| 东北 | 迎祥门   | 小东门   |
| 南   | 安阜门   | 小南门   |
| 北   | 延康门   | 小北门   |

## 消亡
1912年民国成立以后，成都少城城墙被逐步拆除。
2007-2008年，成都市对宽巷子、窄巷子和井巷子区域进行改造，搬迁原有的900余户居民，对50多个院落、3万多平方米地面建筑进行修复、改造，成为一个集中展示老成都文化的旅游区，开设面向游客的各种四川特色的文化、餐饮、休闲商铺。